# Peschette al tartufo
Le peschette al tartufo, note anche come peschiole al tartufo, sono una specialità abruzzese, toscana, marchigiana e campana.
Si tratta di una preparazione costituita da pesche verdi nane in un bagno di olio e aceto, aromatizzate con tartufo e aroma di tartufo.
Le pesche sono colte allo stato immaturo e presentano un nocciolo ancora embrionale, che viene consumato assieme alla polpa. Si presentano come grosse olive verdi. L'effetto che hanno è amplificato dal contrasto tra il sapore dell'oliva verde, che il consumatore si aspetta di assaporare, e il sapore peculiare e fresco della peschiola, ben lontano da quella di una normale pesca matura.
L'idea è nata dalla pratica comune della potatura di fruttificazione che prevede di diradare i frutti, lasciandone meno del 50% sulla pianta, sacrificando la quantità per la dimensione e la qualità dei frutti.
Le pesche verdi lasciate sul terreno hanno dato l'idea di un uso commerciale abbinato al tartufo.